# Zawale Niegosławskie
Zawale Niegosławskie est une localité polonaise de la gmina de Michałów, située dans le powiat de Pińczów en voïvodie de Sainte-Croix.